# Anomalochela curvidens
Anomalochela curvidens är en skalbaggsart som beskrevs av Moser 1913. Anomalochela curvidens ingår i släktet Anomalochela och familjen Melolonthidae. Inga underarter finns listade i Catalogue of Life.